# John Hsane Hgyi
John Hsane Hgyi (sinh 1953) là một Giám mục người Myanmar của Giáo hội Công giáo Rôma. Ông hiện là Giám mục chính tòa Giáo phận Pathein. Ngoài chức danh hiện tại, ông cũng từng giữ các nhiệm vụ khác như Giám mục Phụ tá Giáo phận Pathein và Chủ tịch Hội đồng Giám mục Myanmar [2012 - 2014].

## Tiểu sử
Giám mục John Hsane Hgyi sinh ngày 15 tháng 12 năm 1953, tại Pyingadoe Mayanchaung, thuộc Myanamar. Sau quá trình tu học dài hạn tại các chủng viện theo quy định của Giáo luật, ngày 7 tháng 3 năm 1982, Phó tế Hgyi, 29 tuổi, tiến đến việc được truyền chức linh mục. Tân linh mục là thành viên của linh mục đoàn Giáo phận Pathein.
Sau hơn 20 năm cử hành các công tác mục vụ thẩm quyền của một người linh mục, ngày 25 tháng 1 năm 2003, tin tức từ Tòa Thánh loan báo việc Giáo hoàng đã tuyển chọn linh mục John Hsane Hgyi gia nhập vào hàng ngũ giám mục Công giáo Hoàn vũ, với vị trí được trao phó là Giám mục Phụ tá Giáo phận Pathein và danh hiệu Giám mục Hiệu tòa Puppi. Lễ tấn phong cho vị giám mục tân cử được cử hành sau đó vào ngày 22 tháng 3 cùng năm, với phần nghi thức truyền chức chính yếu được cử hành cách trọng thể bởi 3 giáo sĩ cấp cao. Chủ phong cho tân giám mục là Tổng giám mục Adriano Bernardini, Khâm sứ Tòa Thánh tại Myanamar. Hai vị còn lại, với vai trò phụ phong, gồm có Giám mục Charles Maung Bo, S.D.B., Giám mục chính tòa Pathein và Giám mục Paul Zingtung Grawng, Giám mục chính tòa Giáo phận Myitkyina. Tân giám mục chọn cho mình châm ngôn:Semper vobiscum.
Bất ngờ, chỉ hai tháng sau khi được tấn phong, Tòa Thánh thông báo đã tuyển chọn chọn Giám mục John Hsane Hgyi, hiện đang là Phụ tá trở thành Giám mục chính tòa tiếp theo của Giáo phận Pathein. Thông tin trên được công bố rộng rãi trên các phương tiện truyền thông Tòa Thánh ngày 24 tháng 5 năm 2003. Sau khi nhận được tin từ Tòa Thánh, ba tháng sau đó, ngày 24 tháng 8 năm 2003, Tân giám mục chính tòa chính thức nhận chức vụ này.
Ngoài các chức danh chính thức từ phía Tòa Thánh, Giám mục John Hsane Hgyi còn đảm nhiệm thêm chức danh Chủ tịch Hội đồng Giám mục Myanmar từ năm 2012 đến tháng 7 năm 2014.